# Al-Manshieh (Baalbek)
La maison Al-Manshieh (arabe : سراي بعبدا), écrit aussi Al Menchiyé, est une maison et un site historique située à Baalbek, au Liban. Située près des temples de Baalbek, elle reflète le mélange des architectures libanaise, ottomane et romaine .
Il est adjacent à l'hotel Palmyra et est classé monument historique.

## Histoire
La date exacte de la construction de « la Maison Al-Manshieh » reste inconnue, bien que son architecture ottomane laisse penser qu'elle a été construite à la fin du XIXe siècle. Le bâtiment présente une façade avec trois arches imposantes et de magnifiques gravures sur pierre, dont l'une est datée de 1928, marquant probablement une rénovation ou une restauration pendant la période du Mandat français. Ce bâtiment a été construit par la famille Bacha de Baalbek.
Dans les années 1920, et par sa proximité avec la caserne Gouraud, il a été transformé en bar et buffet fréquenté par les officiers français, devenant ainsi une partie de la vie sociale à la fois pour les habitants de Baalbek et les Français.
Plus tard, le bâtiment fut acheté par M. Harith Lutfi Haidar, qui, en collaboration avec Mme Manal Al-Rifai, le transforma en un atelier d'art nommé « Asila », dédié aux designs traditionnels et folkloriques. « Asila » devint un phare culturel, offrant des vêtements traditionnels brodés uniques, fabriqués par des artisans locaux qualifiés ayant hérité de leur savoir-faire au fil des générations.
Le batîment est classé monument historique,.
En 2021, la Maison Al-Manshieh a été victime d'un incendie qui a causé d'importants dégâts matériels au bâtiment.
En 2024, le batîment a été totalement détruit à la suite d'une frappe israëlienne, qui a aussi endommagé l'hotel Palmyra adjacent. Cette frappe a été critiquée par les médias locaux et internationaux.